# 왕인 (전한)
왕인(王仁, ? ~ 3년)은 전한 말기의 제후로, 위군 원성현(元城縣) 사람이다. 권신 왕망의 사촌형제이다.

## 행적
영시 원년(기원전 16년), 아버지 왕담의 뒤를 이어 평아후(平阿侯)에 봉해졌다.
평아날후 19년(3년), 왕망의 아들 왕우가 오장·여관 등과 함께 모의하여 평제의 모후 위씨(衛氏)를 장안으로 불러들이려다가 발각되었다. 왕우 등은 모두 목숨을 잃었고, 여기에 연루된 왕인은 사자가 자신을 체포하러 오자 스스로 목숨을 끊었다. 시호로 날을 받았고, 아들 왕술이 작위를 이었다.

## 출전
- 반고, 《한서》 권18 외척은택후표·권99상 왕망전 上

| 선대 아버지 평아안후 왕담 | 전한의 평아후 기원전 16년 ~ 기원후 3년 | 후대 아들 왕술 |